# Peter von Butler (General)
Peter Richard von Butler (* 28. November 1913 in Heldritt; † 25. September 2010 ebenda) war ein Generalleutnant des Heeres der Bundeswehr.

## Leben

### Reichswehr und Wehrmacht
Er stammte aus einer oberfränkischen Adelsfamilie. Sein Vater war der Kammerherr Carl von Butler (* 1876 in Meiningen; † 13. Oktober 1944). 
Peter von Butler trat 1932 in die Reichswehr ein, wo er noch das Fechten mit der Lanze lernen musste, wurde zum Offizier ausgebildet und 1934 zum Leutnant der Kavallerie ernannt. Als Fahnenjunker gehörte er dem 7. Reiter-Regiment an, ab Oktober 1937 dem Panzer-Regiment 2. Im April 1939 wurde er in diesem Regiment als Oberleutnant Chef der 5. Kompanie und war am Überfall auf Polen im September 1939 beteiligt, wo er durch eine polnische Granate an der rechten Hand verletzt wurde. 1940 diente er als Erster Ordonnanzoffizier (O1) im Generalstab des XXI. Armeekorps. 
Vom 6. Januar 1941 bis 15. März 1941 besuchte er den 4. Generalstabslehrgang in Berlin und wurde anschließend zur 6. Panzer-Division versetzt, wo er als Dritter Generalstabsoffizier (Ic) der Division eingesetzt war. Im Anschluss daran wurde er ab März 1942 als Zweiter Generalstabsoffizier (Ib) „Quartiermeister“ der 10. Panzer-Division. Es schloss sich im Oktober 1942 eine Verwendung im Stab des XXIV. Panzerkorps an, bevor Butler im Juli 1943 als Erster Generalstabsoffizier (Ia) zum LVII. Panzer-Korps versetzt wurde. Im November desselben Jahres folgte eine weitere Verwendung als Ia im Stab der 14. Panzer-Division. Am 1. April 1944 wurde er zum Oberstleutnant befördert. Im September 1944 wurde Butler in die Organisationsabteilung des Generalstabes des Heeres kommandiert. In den letzten Kriegsmonaten gehörte er der Führer-Reserve des Oberkommandos des Heeres an, war kurzzeitig Kommandeur des Panzer-Regiments 27 und der P1-Abteilung des Heerespersonalamtes unterstellt. Am 20. April 1945 übernahm er den Dienstposten als Chef des Generalstabs des XX. Armeekorps unter Führung von General der Kavallerie Karl-Erik Köhler, das wiederum der 12. Armee unter dem Kommando von General der Panzertruppe Walther Wenck stand.
Zum Ende des Zweiten Weltkrieges war Butler Oberst i. G. und geriet nach Kapitulation der 12. Armee in Stendal in Kriegsgefangenschaft. 1947 kehrte er aus der Kriegsgefangenschaft zurück, kümmerte sich um den landwirtschaftlichen Familienbesitz und ging einer kaufmännischen Tätigkeit in der Papierindustrie nach.

### Bundeswehr
1956 trat Butler, wie auch sein Bruder Ruprecht, in die Bundeswehr ein. Er gehörte zu den ehemaligen Wehrmachtsoffizieren, die das Konzept der Inneren Führung mittrugen, einen neuen Stil in die Armee bringen wollten und nicht in alten Denkmustern verhaftet waren. 
Er wurde im Jahr 1958 zum Brigadegeneral ernannt und wurde Deutscher Nationaler Vertreter im NATO-Oberkommando Europa. Zudem wurde er im August 1961 zum ersten deutschen Verbindungsoffizier bei der Organisation Live Oak ernannt, die den militärischen Zugang der Westalliierten zu Berlin sichern sollte. Im Anschluss daran übernahm er am 1. Oktober 1962 das Kommando über die Panzerbrigade 29 in Sigmaringen. 
Als ihm in dieser Verwendung jenes Fallschirmjägerbataillon, dem auch der so genannte Schleifer von Nagold (ein Soldatenschinder) angehört hatte, unterstellt wurde, war seine Ansprache an die Offiziere kurz und aussagekräftig: "Meine Herren, so etwas wird hier nie wieder vorkommen."
Am 1. April 1964 wurde er, unter Ernennung zum Generalmajor, Kommandeur der 12. Panzerdivision in Tauberbischofsheim. Diese verlegte unter seiner Führung nach Veitshöchheim. Nach dieser Verwendung wurde er im Oktober 1967 zum Generalleutnant ernannt und wechselte als Stellvertretender Chef des Stabes für Planung und Operation zum Supreme Headquarters Allied Powers Europe (SHAPE) in Mons in Belgien. Zuletzt war er von 1970 bis 1974 Deutscher Militärischer Vertreter im NATO-Militärausschuss.

## Privates
Peter Richard von Butler stammte aus einer Familie, deren soldatische Tradition  bis in das Jahr 1170 zurückreicht. Er hatte zwei Schwestern sowie drei Brüder, von denen zwei im Zweiten Weltkrieg gefallen sind. Er war evangelisch und Vater dreier Kinder, absolvierte das Abitur am humanistischen Gymnasium Casimirianum zu Coburg und studierte Volkswirtschaft. Peter Richard  von Butler war der ältere Bruder von Generalmajor a. D. Ruprecht von Butler und der Onkel von Generalleutnant a. D. Carl-Hubertus von Butler, dem ehemaligen Befehlshaber des Heeresführungskommandos, und Generalmajor Ruprecht Horst von Butler, dem Kommandeur der 10. Panzerdivision. Sein Sohn Peter von Butler war Diplomat und Botschafter der Bundesrepublik Deutschland in Belgien. 

### Familie
Er war 71 Jahre lang mit Heinke Iven (* 5. April 1913; † 19. Oktober 2011) verheiratet, die etwa ein Jahr nach ihm verstarb.  Nach dem Zweiten Weltkrieg flüchtete die Familie vor den russischen Streitkräften auf ihren Hof in Heldritt bei Coburg, der Familienbesitz in der Sowjetischen Besatzungszone ging verloren.

### Nachkommen
- Peter (1940–2014) ⚭ Maria-Christina Pauline Sigrid Franziska Gräfin von Hatzfeldt-Wildenburg-Dönhoff
- Carl Joachim (* 21. Oktober 1941; † 24. Februar 2006) ⚭ Monika Renata Gräfin zu Castell-Castell (* 20. Dezember 1943)
- Katharina (* 14. März 1944) ⚭ James J. Delaney (Irland, * 27. Februar 1939)

## Auszeichnungen
Butler war Rechtsritter des Johanniterordens. Am 14. September 1939 erhielt er das Eiserne Kreuz 2. Klasse und am 9. März 1943 das Eiserne Kreuz 1. Klasse. Am 26. Juli 1944 wurde ihm das Deutsche Kreuz in Gold verliehen und 1985 das Große Verdienstkreuzes mit Stern des Verdienstordens der Bundesrepublik Deutschland.